# Фарибурз ибн Саллар
Фарибурз I ибн Саллар — 16-й Ширваншах (1063-1096). Из династии Кесранидов.
В 1063 году на престол взошёл сын Саллар ибн Йазида - Фарибурз.
Правительство Ширваншаха именовалось маджлис ал-Фахри. Визирем Ширвана в этот период был Баха ад-Дин ал-Какуйи — представитель известной дейлемской 
владетельной династии. Эта должность на протяжении более чем трех поколений была наследственной в Ширване в семье ал-Какуйи.
В марте 1063 года правитель Аррана Абу-л-Асвар Шавур ибн Фадл вторгся в Ширван и захватил замок Куйламийан. Позже он осадил город Йазидийа и захватил свою дочь, жену Саллар ибн Йазида. В июле 1063 года он вновь совершил набег на Ширван, уничтожая всё вокруг он остановился в деревне Саадан (ныне город Дивичи). Ширваншах Фарибурз послал своего сына Афридуна в Сарир за помощью, однако правитель Сарира отказался помочь. В январе 1064 года Абу-л-Асвар Шавур вновь совершил набег на Ширван и занял Катран и Хамаван. Взыскав с Ширваншаха 40 тысяч динаров, он покинул Ширван, оставив несколько своих эмиров с солдатами. В июле 1064 года между Ширваншахом Фарибурзом и Абу-л-Асваром было подписано перемирие, в результате которого замок Куйламийан был возвращен Ширваншаху.
В 1065 году Ширваншах Фарибурз совершил опустошительный поход на Дербенд и Маскат, разграбил их имущество и вернулся в Ширван. 
В июле 1065 года Фарибурз вновь совершил поход на Маскат. Он разбил лагерь на берегу Самура и двинул войска на Дербенд. В ответ жители Дербенда освободили из заключения тётю Фарибурза - Шамкуйе и вместе с её имуществом передали Фарибурзу. Ширваншах Фарибурз вскоре после отступил в Ширван. После этого правитель Дербенда Муфарридж вместе с сарирцами выступили в поход на Ширван и осадили Шабаран. В результате битвы между войском Ширваншаха и правитель Дербенда у стен Шабарана, Ширваншах Фарибурз одержал победу и взял в плен правителя Дербенда Муфарриджа. После этого жители Дербенда согласились сдать город Ширваншаху. 30 января 1066 года правителем Дербенда был назначен сын Фарибурза - Афридун.
В "Истории Ширвана и ал-Баба" упоминаются "гумикские неверные", в связи с событиями 1066 года и курдский историк Масуд ибн Намдар в конце XI века сообщает о том, что жителей владения Гумик, ширваншах Фарибурз I, пытался обратить в ислам и подчинить. Лишь в местных исторических хрониках используется не только наименование Г̣умик̣, но и К̣умук и оно понимается как столица, так и как государственная единицa. Из достоверных источников XI—XII веков, становится известно, что мусульмане из Ширвана, захватили населенный «неверными» христианами Кумух в начале второй половины XI века (в одной из поэм, посвященных Фарибурзу, есть строки: «Разве отряд войска Вашего не совершил набег и Гумиком не овладел врасплох?»), а ислам его жители приняли лишь в последние годы этого века.
В 1066 году в Ширван вторглись тюрки. Они ограбили кочевья курдов и вывезли большую добычу. 22 ноября 1066 года тюрок Кара-Тегин вместе с дядей Ширваншаха Мамланом вторгся в Ширван во второй раз. Кара-Тегин осадил город Йазидийа и Баку и разграбил страну. Тюрки также совершили разгромный поход на Маскат.
Путём обмана, по приказу Ширваншаха Фарибурза 24 февраля 1067 года был убит Мамлан, дядя Фарибурза. После этого тюрки спустились к берегам реки Кура и перешли на другой берег.
В 1067 году Ширваншах Фарибурз предпринял неудачную попытку захватить замок Даскарат ал-Хусейн. В этом же году Каймас и Кара-Тегин с тюркской конницей явились к Ширваншаху и тот выдал свою двоюродную сестру в жены Кара-Тегину.
В июне 1067 года Лашкарситан, сын дяди Ширваншаха по матери был убит у ворот Кабалы людьми из Куни. В августе 1067 года в Ширване скончался тюрок Каймас, который вероятно был отравлен. Его похоронили в Йазидийа. В октябре 1067 года в Гюлистане скончалась Шамкуйа, дочь Йазида, мать Мансура. Она была похоронена в Шабаране в усыпальнице своего отца.
В конце 1067 года на Арран двинулся сельджукский султан Алп-Арслан. Ширваншах Фарибурз прибыл к нему с подарками и сопровождал его в походе в 1068 году. После того как султан Алп-Арслан вернулся в Барду, жители Дербенда пожаловались на Ширваншаха Фарибурза за то, что тот арестовал нескольких рейсов Дербенда. Султан приказал освободить их, и арестовать Ширваншаха. Кара-Тегин бежал в Маскат, где был убит. Брат Ширваншаха Гуждахам ибн Саллар взял все деньги и бежал к лезгинам. Вскоре султан Алп-Арслан освободил Фарибурза и обязал его платить ежегодно большую сумму денег. В июле 1068 года его сын Афридун покинул Дербенд и вернулся в Ширван, а Гуждахам нашёл убежище у реисов Дербенда. В ноябре 1068 года Ширваншах Фарибурз выступил против жителей Дербенда. В результате сражения у стен города, длившиеся целый день, ширванцы были разбиты. Муфарридж ибн Музаффар, перешедший во время сражения на сторону Ширваншаха, воспользовавшись оплошностью жителей, захватил крепость в Дербенде, а вскоре и сам Дербенд. Гуждахам ибн Саллар вновь бежал к лезгинам. Правителем Дербенда был назначен Афридун.
Через некоторое время на Ширван вступил правитель Аррана Фадл. Соединившись с жителями Дербенда они вступили в сражение с Ширваншахом Фарибурзом. Фарибурз одержал победу и захватил все земли Маската и Михйарийа. Он построил крепость в Михйарийа и поселился там.
В ноябре 1071 года тюрок Йагма (Буга), по приказу сельджукского султана Алп-Арслана назначенный правителем Дербенда, прибыл в Дербенд. Афридун вынужден был сдать крепость и вернуться в Ширван в январе 1072 года. В том же году скончался Гуждахам ибн Саллар и был похоронен в Йазидийа.
В июне 1072 года Ширваншах Фарибурз совместно с правителем Аррана осадили и взяли замок Малуг у шаккинского правителя Ахсартана.
В 1074 году в Ширван прибыли тюркские войска во главе с Аргаром ибн Буга. Он заявил что, султан назначил его правителем Ширвана. Ширваншах Фарибурз сначала подарками и деньги склонил Аргара на свою сторону, а потом неожиданно посадил его в темницу. Вскоре он понял свою ошибку и распорядился освободить Аргара. Аргару удалось бежать и вместе со своим войском он разграбил Ширван в 1075 году.
В это время Ширваншах Фарибурз занял Восточный и Западный Лакз, жители которого стали платить дань. Из писем, конца XI века, ширваншаха Ферибурза обществу Гумика и обществам ал-Лакза, явствует, что: 1) это был момент установления ислама в качестве господствующей религии в Гумике; 2) Гумик остался независим («нету нас жажды ни к хараджу их, ни надежды на налоги их»); 3) во главе Гумика не было какой-либо династии.